# Andrzej Badeński
Andrzej Stanisław Badeński, född 10 maj 1943 i Warszawa, död 28 september 2008 i Wiesbaden, var en polsk friidrottare.
Badeński blev olympisk bronsmedaljör på 400 meter vid sommarspelen 1964 i Tokyo.